# Premis Pulitzer de 1930
Els següents són els Premis Pulitzer del 1930.

## Premis de periodisme
- Servei públic:
  - No es concedeix cap premi
- Informació:
  - Russell Owen del The New York Times, pels seus informes per ràdio de la Byrd Antarctic Expedition.
- Correspondència:
  - Leland Stowe del New York Herald Tribune, per la sèrie d'articles sobre conferències sobre reparacions i l'establiment del banc internacional.
- Redacció editorial:
  - No es concedeix cap premi

- Caricatura Editorial:

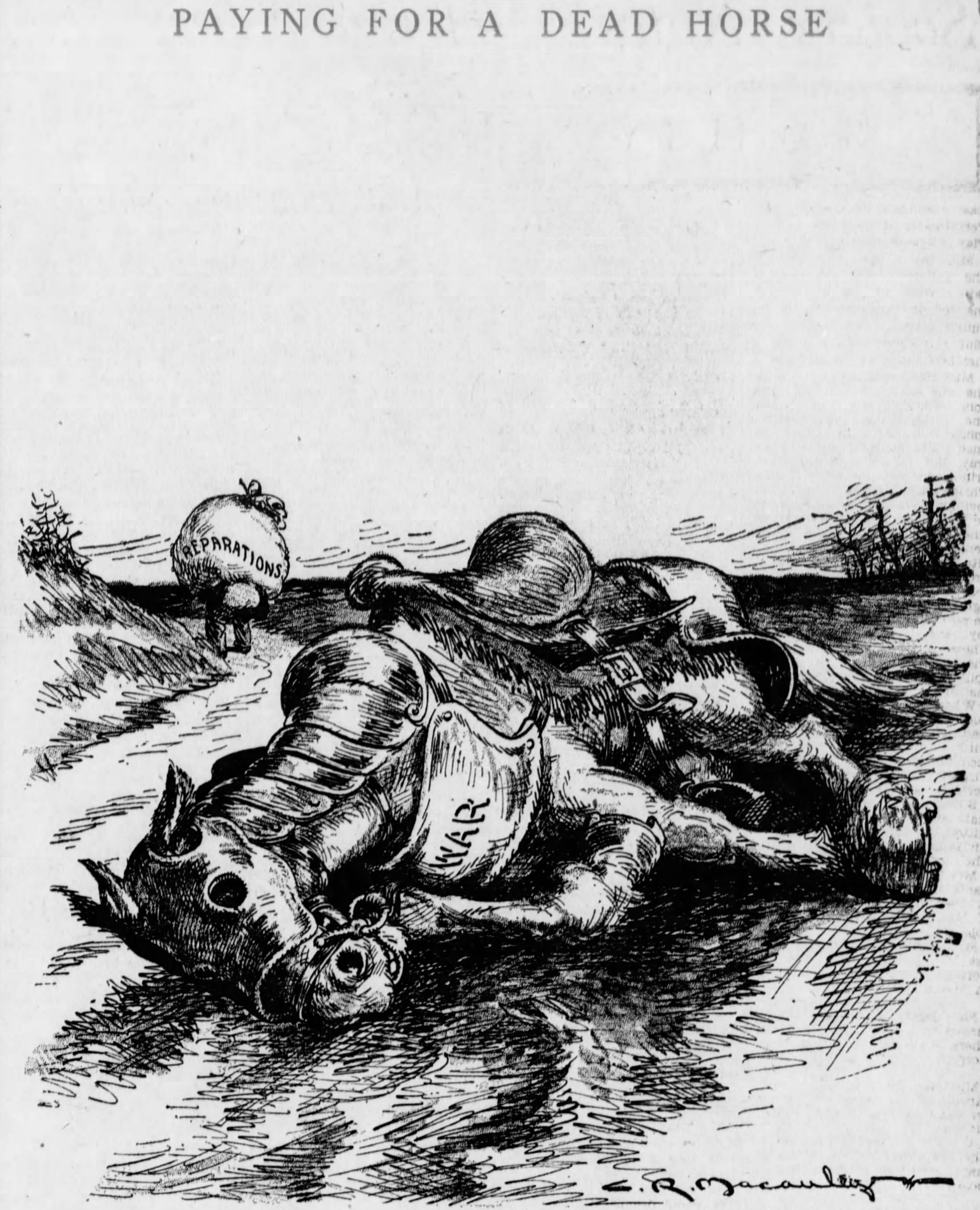
"Paying for a Dead Horse", la Caricatura Editorial guanyadora

  - Charles R. Macauley, del Brooklyn Daily Eagle, per "Paying for a Dead Horse" (Pagar per un cavall mort).[1]
- Cites i premis especials
  - Un premi especial a William O. Dapping de l'Auburn Citizen (Nova York), pel seu informe sobre un motí a la presó d'Auburn per a l'Associated Press.[2]

## Premis de lletres i teatre
- Novel·la:
  - Laughing Boy d'Oliver La Farge (Houghton)
- Teatre:
  - The Green Pastures de Marc Connelly (Farrar)
- Història:
  - The War of Independence (La guerra de la independència) de Claude H. Van Tyne (Houghton)
- Biografia o autobiografia:
  - The Raven; A Biography of Sam Houston (El corb; Una biografia de Sam Houston) del marquès James (Bobbs)
- Poesia:
  - Selected Poems de Conrad Aiken (Scribner)